# Ромера, Дани
Дание́ль Роме́ра Анду́хар (исп. Daniel Romera Andújar; род. 23 августа 1995[…], Альмерия, Андалусия) — испанский футболист, нападающий клуба «Понферрадина».

## Биография
Занимался в юношеских командах «Ла-Каньяда» (2009—2011) и «Альмерия» (2011—2012). В сезоне 2011/12 его начали привлекать к играм за «Альмерию B» в Сегунде Б. Первую игру на этом уровне Дани Ромера провёл в 16-летнем возврате, 15 января 2012 года в матче против «Реала Баломпедика Линенсе» (2:4). В следующем сезоне оформил свой первый хет-трик, сделав это в поединке 27 апреля 2013 года против «Ла-Рода» (5:2). 30 ноября 2013 года дебютировал за основной состав «Альмерии» в чемпионате Испании в матче против «Сельты» (1:3). На момент матча Дани Ромера было 18 лет и 94 дня, что позволило ему войти в историю «Альмерии» как самому молодому дебютанту. В сезоне 2014/15 с 15 забитыми голами стал лучшим бомбардиром второй команды.
В сентябре 2015 года заключил контракт с «Барселоной B». При этом игрок не мог играть в официальных играх до января следующего года из-за санкций ФИФА. В составе второй команды «Барселоны» отметился двумя хет-триками в матчах с «Валенсией Местальей» (3:1) и «Эльденсе» (12:0).
Летом 2017 года «Кадис» выкупил трансфер нападающего за 300 тысяч евро. Сам футболист заключил с клубом четырёхлетний контракт. В январе 2019 года был отдан в аренду до конца сезона без права выкупа в «Райо Махадаонда». Летом 2019 года вновь был отдан в аренду, на этот раз в «Алькоркон», где играл в течение одного сезона.
22 сентября 2020 года перешёл в «Понферрадину».